# Danny Wilson (football)
Danny Wilson, né le 27 décembre 1991 à Livingston en Écosse, est un footballeur international écossais.

## Biographie

### Rangers
Capitaine des moins de 19 ans de son club, il fait ses premières apparitions sur le banc des professionnels lors de la saison 2008 - 2009, notamment en finale de la Coupe d'Écosse de football. Il participera à son premier match chez les professionnels en octobre 2009, dans une rencontre de League Cup face à Dundee. Il deviendra le plus jeune joueur des Rangers à participer à une rencontre de Ligue des champions, face aux roumains du FC Unirea Urziceni (il était alors âgé de 17 ans et 312 jours). Après cette première saison pleine de promesse, il sera élu en fin de saison meilleur espoir du club par ses propres supporters, ainsi que meilleur espoir de la saison par les journalistes et les joueurs du championnat.

### Liverpool
Lors du mercato estival 2010, il rejoint le mythique club anglais Liverpool FC, pour un transfert compris entre 3 et 6 millions d'euros. Peu utilisé sur le terrain, il est prêté le 1er janvier 2012 à un club de deuxième division, le Blackpool Football Club et, à la fin de la même année, à Bristol City. Le 18 janvier 2013, il est prêté pour le reste de la saison à Heart of Midlothian.

### Rangers
Le 22 juin 2015, il rejoint Rangers.

### Arrivée en MLS
Le 29 janvier, Danny Wilson signe en faveur des Rapids du Colorado en Major League Soccer après plusieurs semaines de rumeurs.

### Sélections
Après avoir été capitaine de la sélection des moins de 19 ans écossaise, il joue actuellement avec les espoirs de son pays.
Le 16 novembre 2010, Wilson est convoqué avec l'équipe A pour un match contre les Îles Féroé. Il est titularisé d'entrée et ouvre le score sur corner pour son équipe qui l'emporte 3-0. 

## Palmarès
- Avec les  Rangers :
  - Champion d'Écosse en 2010
  - Champion d'Écosse de D2 en 2016
  - Vainqueur de la Coupe de la Ligue écossaisse en 2010
  - Finaliste de la Coupe d'Écosse en 2016
- Avec  Heart of Midlothian :
  - Champion d'Écosse de D2 en 2015

### Individuel
- SPFA Young Player of the Year 2010
- SFWA Young Player of the Year 2010
- Membre de l'équipe-type de Scottish Championship en 2015